# Liste der türkischen Botschafter in Osttimor

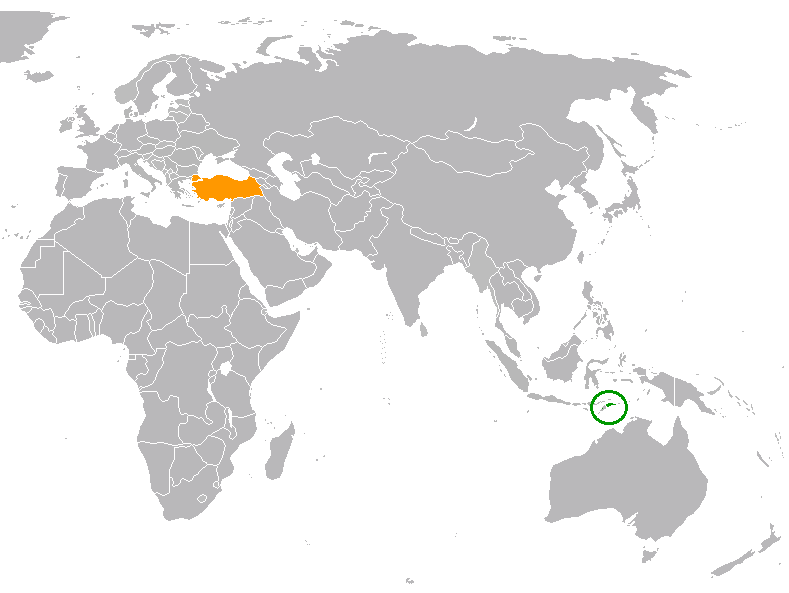
Osttimor (grün) und die Türkei (orange)

Diese Liste führt die türkischen Botschafter in Osttimor auf.

## Hintergrund
Osttimor und die Türkei nahmen am 20. Mai 2002 diplomatische Beziehungen auf. Der Botschafter der Türkei hat seinen Sitz im indonesischen Jakarta. 2003 übergab erstmals ein türkischer Botschafter seine Akkreditierung für Osttimor.

## Liste der Botschafter

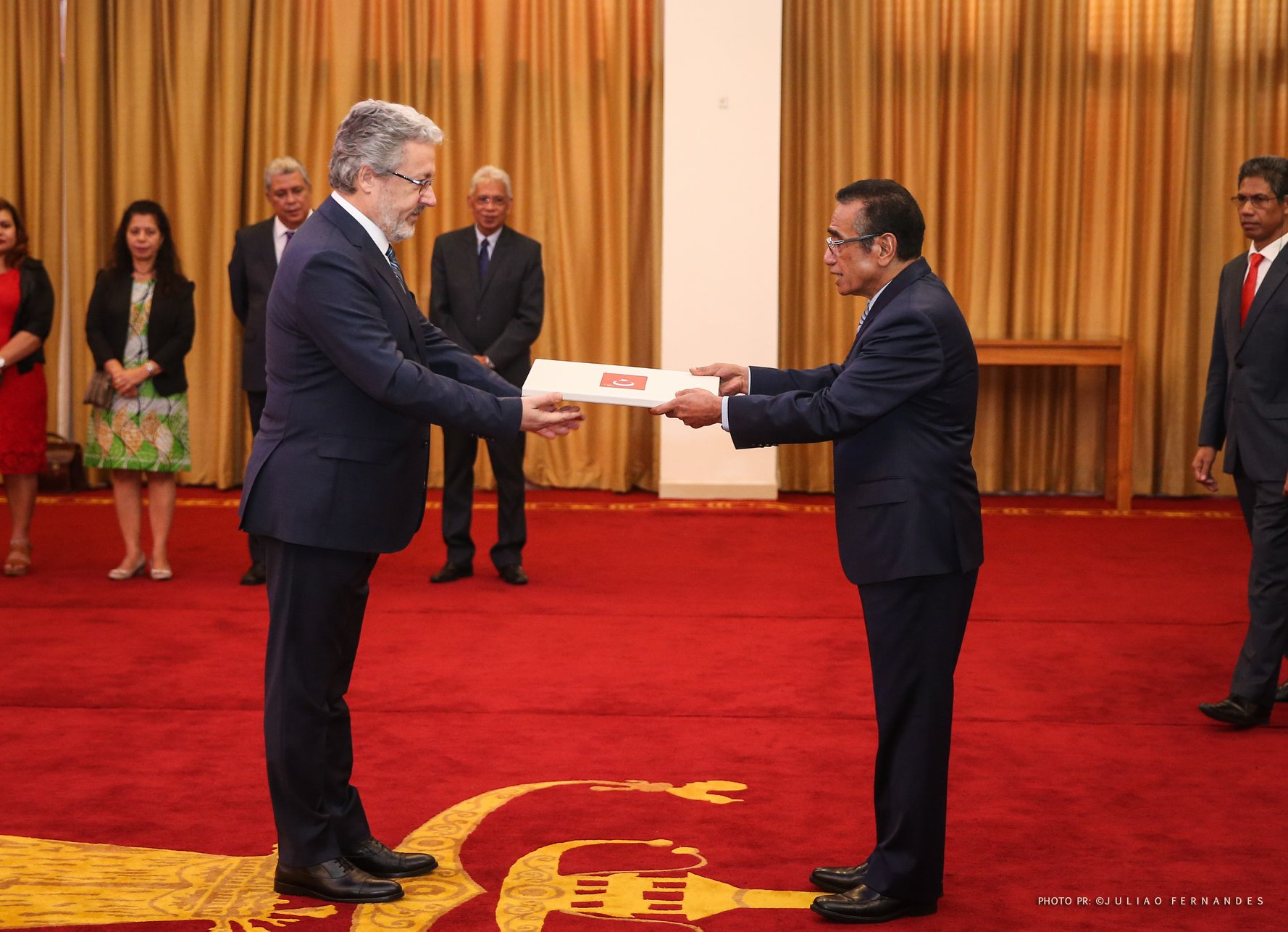
Botschafter Mahmud Erol Kılıç übergibt seine Akkreditierung an Präsident Francisco Guterres (2020)

| Name                       | Amtszeit  | Anmerkungen                                                         |        |
| Türkei                     | Türkei    | Türkei                                                              | Türkei |
| -------------------------- | --------- | ------------------------------------------------------------------- | ------ |
| Feryal Çotur               | 2003–2005 | Akkreditierung als erster türkischer Botschafter für Osttimor: 2003 |        |
| Aydın Evirgen              | 2005–2010 | Daten von Amtszeit in Indonesien                                    |        |
| Murat Adalı                | 2010–2012 | Daten von Amtszeit in Indonesien                                    |        |
| Zekeriya Akçam             | 2012–2016 | Daten von Amtszeit in Indonesien                                    |        |
| Mehmet Kadri Şander Gürbüz | 2017–2018 | Akkreditierung: Anfang 2017                                         |        |
| Mahmud Erol Kılıç          | 2020–2022 | Seit 2018 in Jakarta; Akkreditierung: 20. Februar 2020              |        |
| Aşkın Asan                 | 2022–2024 | Akkreditierung: 29. April 2022 (online)                             |        |
| Talip Küçükcan             | seit 2025 | Akkreditierung: 19. Februar 2025                                    |        |